# Leucania rufotumata
Leucania rufotumata là một loài bướm đêm trong họ Noctuidae.